# Domnall Brecc
Domnall Brecc (Galés: Dyfnwal Frych; inglés: Donald el Pecoso) (m. 642 en Strathcarron) fue rey de Dál Riata, en Escocia, de aproximadamente 629 hasta que 642. Era hijo de Eochaid Buide.
Aparece por vez primera en 622, cuándo los Anales de Tigernach informan de su presencia en la batalla de Cend Delgthen (probablemente en el este de las midlands de Irlanda) como aliado de Conall Guthbinn de Clann Cholmáin. Esta es la única batalla conocida en la que Domnall Brecc luchó en el lado ganador.
Domnall sufrió cuatro derrotas después de romper la alianza entre Dál Riata y Cenél Conaill de los Uí Néill. En Irlanda, Domnall y su aliado Congal Cáech del Dál nAraidi fueron derrotados por Domnall mac Áedo de Cenél Conaill, Rey Supremo de Irlanda, en la Batalla de Mag Rath (Moira, Condado Down) en 637. También perdió contra los Pictos en 635 y 638 y finalmente contra Eugein I de Alt Clut en Strathcarron en 642, donde fue asesinado. 

Una estrofa interpolada en el antiguo poema galés Y Gododdin se refiere a estos acontecimientos:
Vi una formación que llegó de Pentir,

Y se mostraban esplendidamente alrededor de la lucha.
Vi una segunda, rápidamente descendiendo de su población, que se habían levantando a la palabra del nieto de Nwython.

Vi grandes y robustos hombres que vinieron con el amanecer,

Y la cabeza de Dyfnwal Frych, los cuervos la roían.
El hijo de Domnall, Domangart mac Domnaill fue más tarde rey de Dál Riata y de él descendieron los reyes posteriores de Cenél nGabráin. Un segundo hijo, Cathasach, murió c. 650, y un nieto de Domnall, también llamado Cathasach, en 688.